# A Conquista (romance)
A Conquista é um roman à clef, "romance de formação e de vida boêmia" do escritor brasileiro Coelho Neto. Foi publicado em 1899. Narra as aventuras e desventuras (e falta de dinheiro e às vezes até de perspectivas de sucesso) de sua geração de poetas, teatrólogos, jornalistas, intelectuais, boêmios na cidade do Rio de Janeiro nos anos em que a campanha abolicionista (e o movimento republicano) estão a pleno vapor e que culminam com a libertação dos escravos. "Em A conquista, temos a reconstituição da vida literária dos fins do século XIX, livro do triunfo da geração boêmia. A narrativa nasce das andanças e encontros aleatórios pela cidade. Os boêmios em suas desventuras romanescas flanavam pelo Rio de Janeiro." Dentre os romances brasileiros é o que mais se aproxima da escrita de Eça de Queiroz na variedade de personagens (jovens), profusão de diálogos, riqueza descritiva.
Aqui está a "chave" dos nomes no romance e reais dos principais personagens da obra:
- Anselmo Ribas - Coelho Neto
- Rui Vaz - Aluísio Azevedo
- Paulo Neiva - Paula Ney
- Luiz Moraes - Luís Murat
- Octávio Bivar - Olavo Bilac
- Fortúnio - Guimarães Passos
- Artur - Artur Azevedo
- Pardal - Pardal Mallet
- Lins - Lins de Albuquerque
- Montezuma - Orozimbo Muniz Barreto

O abolicionista José do Patrocínio é chamado pelo nome completo ou pelo sobrenome Patrocínio. A Conquista refere-se à principal conquista comemorada por aquela geração: A Abolição.

## Descrições do Rio de Janeiro
Outro ponto forte da obra, além do ambiente artístico e intelectual, são as descrições vívidas do Rio de Janeiro da época, "a cidade ideal dos que têm na alma uma aspiração". Assim, somos transportados à zona de prostituição do Largo do Rocio, atual Praça Tiradentes ("As mulheres, debruçadas às janelas, entre as cortinas, algaraviavam. [...] Não contentes com a exposição dos corpos ainda chamavam os transeuntes [...] e aquilo lembrava uma cena de mercado oriental"), de uma janela alta (o "mirante") lançamos o olhar sobre o Rio Antigo ("Os rapazes refugiavam-se no mirante [...] vendo, à distância, a massa de verdura do parque da Aclamação [atual Praça da República], o grande quadrilátero do quartel e torres de igrejas, o zimbório da Candelária e os morros esmaltados de casas, alvas no verdor do arvoredo denso."), descobrimos que Cascadura ainda era zona rural ("meteu-se num trem e foi correr os subúrbios achando uma casa modesta, de feição campestre, com muito terreno arborizado e uma cacimba, em Cascadura, numa larga estrada quase deserta que levava aos montes."), percorremos o Largo da Carioca ainda com seu chafariz ("Chegaram ao Largo da Carioca. Em torno de um quiosque iluminado homens apinhavam-se e discutiam alegremente chuchurreando café. Uma negra, sentada nos degraus do chafariz, apregoava, em voz lamentosa, prolongando muito as palavras: 'Miiingau de ta... pioca... tá... quentinho, freguês.' Homens dormiam estirados na pedra, de papo para o ar. Dois cães corriam polo largo perseguindo-se."), descobrimos que alguns cariocas já iam à praia ("Uma multidão chapinhava na areia úmida que guardava a pegada funda até que a onda, subindo preguiçosamente, a desmanchava. Havia barracas de lona como brancas pirâmides, mas a maioria dos que mergulhavam vinha já pronta nas roupas de flanela dos estabelecimentos balneários."), percorremos o mercado do Largo do Paço, atual Praça XV:
O mercado acordava. As diferentes barracas enchiam-se e, à luz do gás, os mercadores iam arranjando a hortaliça verdoenga, empilhando molhos de alface, de agrião, de couves. Os repolhos rolavam nos cestos, os rabanetes e os nabos confundiam-se e, constantemente, iam e vinham carregadores, com enormes cestos acogulados: arriavam, descarregavam e iam, a trote, algaraviando e rindo. Bácoros coinchavam, grasnavam patos, ganiam cães e os galos, pressentindo a manhã, cocoricavam triunfantemente. Uma negra, sentada num tamborete, mexia, com imensa colher de pau, a panelada de angu; outra adiante, cercada de negros e pescadores, enchia canecas de mingau de tapioca, respondendo, com calma, aos gracejos da freguesia. Nos açougues a carne sangrenta destacava-se: eram metades de reses, carneiros e porcos estaqueados e, no cepo, os homens iam esquartejando, espostejando a manchil e logo corriam aos ganchos espetando os grandes quartos que ficavam oscilando e sangrando.
Em certo ponto do livro, o autor, citando o dito de Balzac de que as ruas têm "qualidades e vícios humanos", traça um perfil "psicológico" de várias ruas (e uma praia) da cidade que seria mais tarde retomado, em escala maior, por João do Rio em sua A Alma Encantadora das Ruas.